# 加藤裕介の横浜ポップJ
『加藤裕介の横浜ポップJ』（かとうゆうすけのよこはまポップジェイ）はラジオ日本の生ワイド番組。2016年10月3日 開始。

## 概要
前番組『ヨコハマ・ラジアンヌスタイル』の放送枠を受け継ぎ、新しい生ワイド番組として再出発した。本番組は非公開となったものの、番組名が示すように横浜本社のスタジオから生放送を行っている。
1970年代から1990年代にかけてのJ-POPに加え、40代から50代を対象にしたヒットソングとスタンダード ナンバーを曲が発表された当時のニュースや話題を伝えながら、明日への活力となる ひとときをリスナーに提供する音楽番組である。
かかる曲の大半はJ-POPだが、稀に洋楽やインストゥルメンタルの曲もかかる。
13時台は1980年代に名を馳せた女性アイドル 4人が曜日別パートナーとして出演。開始から13時までと14時から終了までは加藤のみ出演。

## 放送時間
- 月曜 - 木曜 12:00 - 15:00 (2024年1月1日 - )[注 1]
  - 月曜 - 木曜 12:00 - 14:55 ( - 2023年12月28日)

## 出演者

### 現在の出演者
|                | 月                                 | 火                                 | 水                                 | 木                                 |
| -------------- | ---------------------------------- | ---------------------------------- | ---------------------------------- | ---------------------------------- |
| パーソナリティ | 加藤裕介（ラジオ日本アナウンサー） | 加藤裕介（ラジオ日本アナウンサー） | 加藤裕介（ラジオ日本アナウンサー） | 加藤裕介（ラジオ日本アナウンサー） |
| パートナー     | 西村知美                           | 新田恵利                           | 浅香唯                             | 香坂みゆき                         |

月曜の西村と火曜の新田は登場の際の特別なテーマ曲が存在する。（西村が「パタリロ!」「おはよう!スパンク」、新田が「じゃあね」）

### リポーター
- 東塚菜実子（2016年10月 - 2021年12月）
- 守永真彩（2021年12月 - ）

### コーナー出演
- 宇徳敬子（2017年1月 - ）

### 過去の出演者
- 桑田靖子（2016年10月 - 2021年3月）

#### レギュラー
| 時期              | 曜日別パートナー | 曜日別パートナー | 曜日別パートナー | 曜日別パートナー |
| 時期              | 月               | 火               | 水               | 木               |
| ----------------- | ---------------- | ---------------- | ---------------- | ---------------- |
| 2016.10 - 2017.10 | (なし)           | 新田恵利         | 桑田靖子         | (なし)           |
| 2017.10 - 2018.03 | (なし)           | 新田恵利         | 桑田靖子         | 香坂みゆき       |
| 2018.04 - 2021.03 | 西村知美         | 新田恵利         | 桑田靖子         | 香坂みゆき       |
| 2021.04 - 現在    | 西村知美         | 新田恵利         | 浅香唯           | 香坂みゆき       |

## 番組内コーナー
- 『東塚菜実子のおじゃまします！』（2016年10月 - 2021年12月、月曜日、水曜日 12時15分頃、13時15分頃)
- 『守永真彩のおじゃまします！』（2021年12月 - 、月曜日、水曜日 12時15分頃、13時15分頃）[注 2]
- ラジオ日本ニュース(12時30分、13時55分)
- 今日のレコード溝何本？（12時40分）
  - 基本的には月曜と火曜、水曜と木曜の2日で一枚のアルバム(A面/B面)[注 3]を紹介するが、競馬中継等で休止する場合は1日でまとめてしまう。
  - 2021年頃まで聴取率週間の時はアーティスト特集に変更していたが、以降は年中通しでこのコーナーを放送するようになった。
- 曜日別コーナー（いずれも13時台 後半に放送）
  - 基本的にはパートナーの近況報告。
    - 月曜：「とろりんの夢色ダイアリー」
    - 火曜：「新田ちゃんのエリ好み」「ポップJ事件簿」- 芸能ニュース
    - 水曜：「浅香唯の興味CCガール」
    - 木曜：「加藤のレコード室」- 珍盤奇盤紹介、「香坂みゆきのミュージックしましょ？」- 香坂がセレクトしたカバー盤1枚を1ヶ月に渡って紹介。
- 『2時のキーワードクイズ』(14時00分)- 聴取率週間のみ。
- 『今日のポップゲスト』(月・木曜日 14時10分頃) - ゲストを招いて談話するコーナー。稀に水曜日も放送することがある。
- 『加藤のレコード室・今日の明菜』(火曜日14時10分頃) - 中森明菜が唄う楽曲を毎週1曲放送。稀に『JUST NOW神奈川』を休止して、スペシャルとして3曲程 掛ける場合がある。
- 『JUST NOW神奈川』(火曜日 14時20分頃) - 神奈川県のタウン誌「タウンニュース」の関係者を招いて、トピックスを紹介。
- ウィークリー神奈川フューチャードリームス（水曜日 14時10分頃）
- 『宇徳敬子の♡ハッピー愛ランド♡』（2017年1月10日 - 、火曜日 14時30分頃）